# Пехенець
Пехенець (рос. Пехенец) — присілок у Лузькому районі Ленінградської області Російської Федерації.
Населення становить 715 осіб. Належить до муніципального утворення Мшинське сільське поселення.

## Історія
Згідно із законом від 28 вересня 2004 року № 65-оз належить до муніципального утворення Мшинське сільське поселення.

## Населення
| 1838 | 1862 | 1939 | 1958 | 1997 | 2007 | 2010 |
| ---- | ---- | ---- | ---- | ---- | ---- | ---- |
| 103  | ↗131 | ↗372 | ↘181 | ↗711 | ↘699 | ↗715 |